# Багешвар (округ)
Багешвар (хинди बागेश्वर जिला, англ. Bageshwar) — округ в штате Уттаракханд на севере Индии, в регионе Кумаон. Административный центр — город Багешвар.

## Население
Население округа — 249 462 жителей (2001), среди них индусов — 247 402, мусульман — 1 280 и христиан — 361 человек.

## География
Округ расположен в 470 км к северо-востоку от Нью-Дели и 502 км к юго-востоку от столицы штата Дехрадун.